# Vòrtex de punta alar

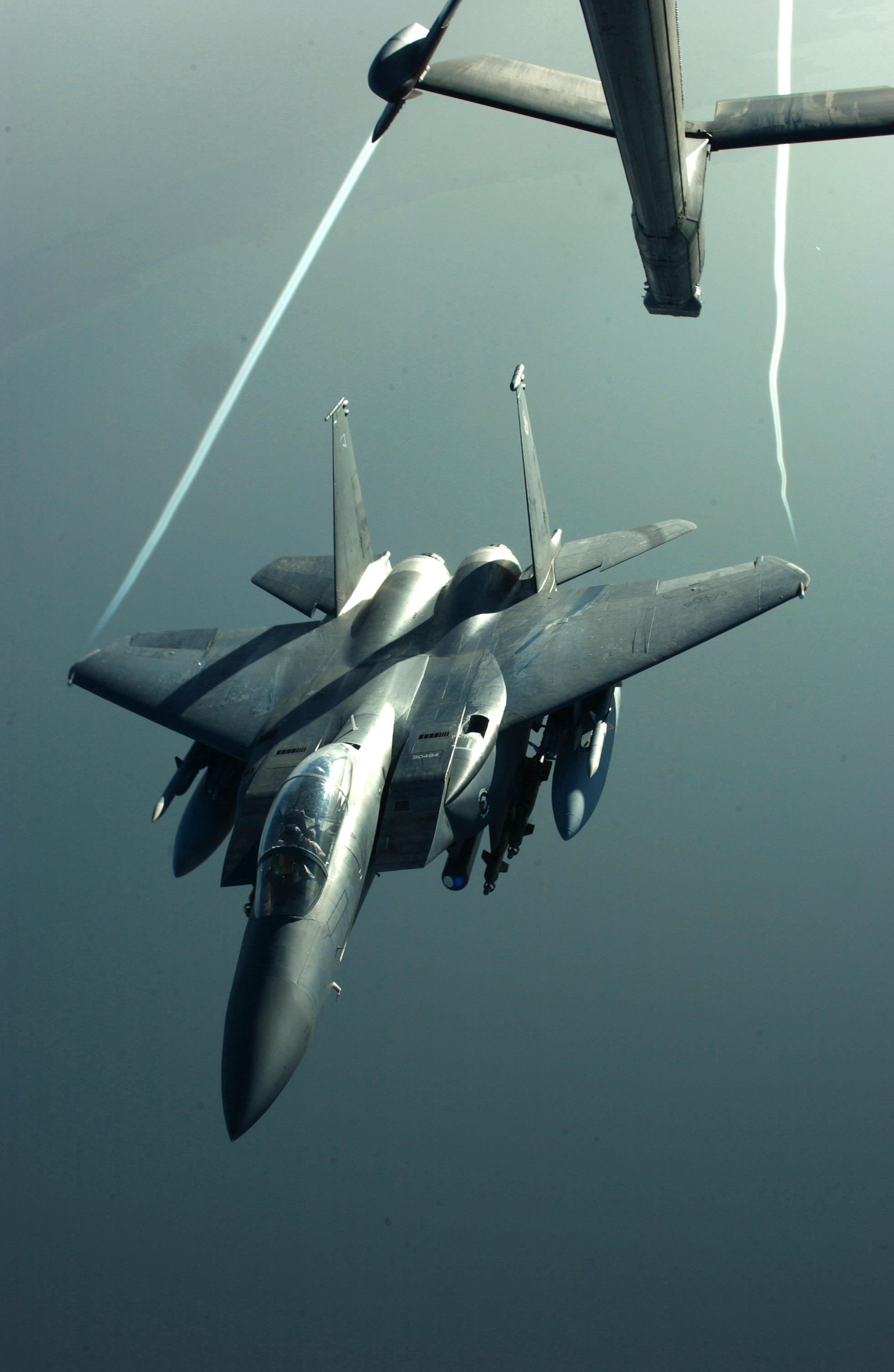
Línies de condensació a causa dels vòrtexs de punta alar en un F-15E després d'un abastament en vol

Els vòrtexs de punta alar són els vòrtexs que es formen a la punta de les ales o els àleps d'una aeronau que generen sustentació. L'origen dels vòrtexs de punta alar rau en el moviment de l'aire que passa d'una zona de sobrepressió (intradós) a una zona de depressió (extradós) i en la desviació resultant del flux de l'aire cap avall. En comparació amb l'aire situat a l'exterior de l'ala i no desviat, aquest component de velocitat cap avall es tradueix en un remolí format a la punta de l'ala.